# Kilconnell
Kilconnell, en irlandais Cill Chonaill, est un petit village d'Irlande célèbre pour être le lieu de la bataille d'Aughrim.